# Valerio Mieli
Pour les articles homonymes, voir Mieli.
Ne doit pas être confondu avec Mario Mieli.
Valerio Mieli, né à Rome dans la région du Latium le 27 janvier 1978, est un écrivain, réalisateur et scénariste franco-italien.

## Biographie
Après une maitrise de philosophie à l’Université de Rome « La Sapienza » et des études à l'Université Columbia et à l’Université du Piémont oriental « Amedeo-Avogadro », il a obtenu le diplôme de réalisation au Centro sperimentale di cinematografia. Il est membre de l'Accademia del cinema italiano, de l’Académie européenne du cinéma et a fait partie du jury des premiers films au Festival international du film de Rome. Il vit actuellement entre Rome et Paris.
En 2009, il publie le roman Dieci inverni, paru aux éditions Rizzoli.
Il remporte le David di Donatello du meilleur réalisateur débutant et le Ruban d'argent du meilleur nouveau réalisateur avec Dix hivers à Venise, adaptation de son roman dont il signe le scénario et la réalisation. Le film est présenté à la Mostra de Venise et au Festival international du film de Tokyo, avant sa sortie en France en 2012. Le film a été vendu entre autres en Allemagne, en Scandinavie, en Australie et en différents pays d’Asie et d’Amérique. Il a participé à 93 festivals, en remportant en total 18 prix.
En 2013, la Casa del cinema (la Maison du cinéma) a accueilli sa première exposition de photographies.

## Filmographie

### Comme réalisateur et scénariste
- 2010 : Dix hivers à Venise (Dieci inverni)
- 2018 : Ricordi?

## Publications

### Romans
- Dieci inverni (2009)

## Distinctions notables
- David di Donatello du meilleur réalisateur débutant en 2010 pour Dix hivers à Venise.
- Ruban d'argent du meilleur nouveau réalisateur en 2010 pour Dix hivers à Venise.